# زبرا تکنالوجیز
زبرا تکنالوجیز (انگلیسی: Zebra Technologies) شرکت سخت‌افزار آمریکایی است، که در سال ۱۹۶۹ تأسیس شد.